# Finale de la Coupe d'Afrique des nations de football 2019
La finale de la Coupe d'Afrique des nations 2019 est la 32e finale de la Coupe d'Afrique des nations. Le match oppose le Sénégal à l'Algérie.
La rencontre se déroule le 19 juillet 2019 au Stade international du Caire au Caire, en Égypte.
Le vainqueur de la finale est l'Algérie, qui remporte la compétition pour la deuxième fois de son histoire, en s'imposant contre le Sénégal sur le score de 1 but à 0.

## Contexte
Le Sénégal participe à sa 15e Coupe d'Afrique des nations. Il a été finaliste en 2002, en étant battu par le Cameroun aux tirs au but (2-3) à la fin d'un match nul (0-0) au Stade du 26 Mars à Bamako au Mali. 
L'Algérie participe quant à elle à sa 18e CAN. Elle en a remporté une en 1990 face au Nigeria sur le score de 1-0 au Stade du 5-Juillet-1962 à Alger en Algérie et s'est inclinée une fois en finale en 1980 face à la même équipe sur le score de 0-3 au
Surulere Stadium à Lagos au Nigeria.
Avant ce match, le Sénégal occupait la 22e place au classement mondial de la FIFA (1re parmi les nations africaines), tandis que l'Algérie était 68e (12e parmi les nations africaines).

## Parcours respectifs
Note : dans les résultats ci-dessous, le score du finaliste est toujours donné en premier.
| Équipe   | Pts | J | G | N | P | BP | BC | +/- |
| -------- | --- | - | - | - | - | -- | -- | --- |
| Algérie  | 9   | 3 | 3 | 0 | 0 | 6  | 0  | +6  |
| Sénégal  | 6   | 3 | 2 | 0 | 1 | 5  | 1  | +4  |
| Kenya    | 3   | 3 | 1 | 0 | 2 | 3  | 7  | -4  |
| Tanzanie | 0   | 3 | 0 | 0 | 3 | 2  | 8  | -5  |

| Équipe   | Pts | J | G | N | P | BP | BC | +/- |
| -------- | --- | - | - | - | - | -- | -- | --- |
| Algérie  | 9   | 3 | 3 | 0 | 0 | 6  | 0  | +6  |
| Sénégal  | 6   | 3 | 2 | 0 | 1 | 5  | 1  | +4  |
| Kenya    | 3   | 3 | 1 | 0 | 2 | 3  | 7  | -4  |
| Tanzanie | 0   | 3 | 0 | 0 | 3 | 2  | 8  | -5  |

## Feuille de match
| Match 52                                                    | Sénégal | 0 – 1   | Algérie                  | Stade international, Le Caire                                                              |                                                                                            |
| 19 juillet 2019 · 21 h 00 (CAT) · Historique des rencontres |         | (0 – 1) | 2e Bounedjah (Bennacer ) | Spectateurs : 75 000 Diffuseur : ENTV, BeIn Sports, Eurosport, TMC Arbitrage : Sidi Alioum | Spectateurs : 75 000 Diffuseur : ENTV, BeIn Sports, Eurosport, TMC Arbitrage : Sidi Alioum |
| 19 juillet 2019 · 21 h 00 (CAT) · Historique des rencontres | Rapport |         |                          | Spectateurs : 75 000 Diffuseur : ENTV, BeIn Sports, Eurosport, TMC Arbitrage : Sidi Alioum | Spectateurs : 75 000 Diffuseur : ENTV, BeIn Sports, Eurosport, TMC Arbitrage : Sidi Alioum |

| Sénégal | Algérie |

| SÉNÉGAL :       |    |                  |     |     |
|                 |    |                  |     |     |
| Gardien de but  | 23 | Alfred Gomis     |     |     |
|                 | 21 | Lamine Gassama   | 80e |     |
|                 | 6  | Salif Sané       |     |     |
|                 | 8  | Cheikhou Kouyaté |     |     |
|                 | 12 | Youssouf Sabaly  |     |     |
|                 | 5  | Idrissa Gueye    | 79e |     |
|                 | 17 | Badou Ndiaye     |     | 59e |
|                 | 14 | Henri Saivet     |     | 75e |
|                 | 18 | Ismaïla Sarr     |     |     |
|                 | 10 | Sadio Mané       |     |     |
|                 | 9  | M'Baye Niang     |     | 85e |
| Remplaçants :   |    |                  |     |     |
|                 | 15 | Krépin Diatta    |     | 59e |
|                 | 19 | Mbaye Diagne     |     | 75e |
|                 | 11 | Keita Baldé      |     | 85e |
| Sélectionneur : |    |                  |     |     |
| Aliou Cissé     |    |                  |     |     |

| ALGÉRIE :       |    |                   |       |     |
|                 |    |                   |       |     |
| Gardien de but  | 23 | Raïs M'Bolhi      |       |     |
|                 | 18 | Mehdi Zeffane     |       |     |
|                 | 4  | Djamel Benlamri   |       |     |
|                 | 2  | Aïssa Mandi       | 90+2e |     |
|                 | 21 | Ramy Bensebaini   | 33e   |     |
|                 | 17 | Adlène Guedioura  | 90+4e |     |
|                 | 22 | Ismaël Bennacer   |       |     |
|                 | 10 | Sofiane Feghouli  |       | 85e |
|                 | 7  | Riyad Mahrez      |       |     |
|                 | 8  | Youcef Belaïli    | 54e   | 84e |
|                 | 9  | Baghdad Bounedjah |       | 89e |
| Remplaçants :   |    |                   |       |     |
|                 | 11 | Yacine Brahimi    |       | 84e |
|                 | 3  | Mehdi Tahrat      |       | 85e |
|                 | 13 | Islam Slimani     |       | 89e |
| Sélectionneur : |    |                   |       |     |
| Djamel Belmadi  |    |                   |       |     |

| Assistants : Evarist Menkouande Nguegoue Elvis Guy Noupue Quatrième arbitre : Eric Otogo-Castane Cinquième arbitre : Waleed Ahmed Ali Arbitre vidéo : Benoît Millot Assistants arbitre vidéo : Bakary Gassama Zakhele Thusi Siwela Homme du Match : Raïs M'Bolhi |